# Sissi-Syndrom
Als Sissi-Syndrom (auch Sisi-Syndrom) wird seit 1998 eine angebliche Form der Depression bezeichnet, unter der besonders aktiv wirkende Menschen leiden sollen. Die Depression vom Sissi-Typ sei durch Unrast, Sprunghaftigkeit, körperliche Hyperaktivität, rasche Stimmungsschwankungen, Fasten, übertriebenen Körperkult, Selbstwertprobleme und zahlreiche Selbstbehandlungsversuche charakterisiert. Bei etwa einem Drittel der weiblichen Depressiven sollen diese untypischen Symptome im Vordergrund stehen und das Erkennen erschweren.
Es handelt sich nicht um eine medizinische Diagnose. Die Existenz des Sissi-Syndroms an sich ist stark umstritten. Jörg Blech sieht das Sissi-Syndrom in seinem Buch Die Krankheitserfinder als Beispiel für erfundene und propagierte Krankheiten. Der Name tauchte zum ersten Mal in einer Werbung auf, er wurde von einer PR-Firma erfunden und erlangte im Zusammenspiel mit Medien und deren Lesern Bekanntheit.
Benannt wurde das Syndrom nach Sissi, der Kaiserin von Österreich und Königin von Ungarn, die von dieser Form der Depression betroffen gewesen sein soll.